# 国鉄ケ110形蒸気機関車
ケ110形は、かつて日本国有鉄道の前身である鉄道省等に在籍した、特殊狭軌線用タンク式蒸気機関車である。

## 概要

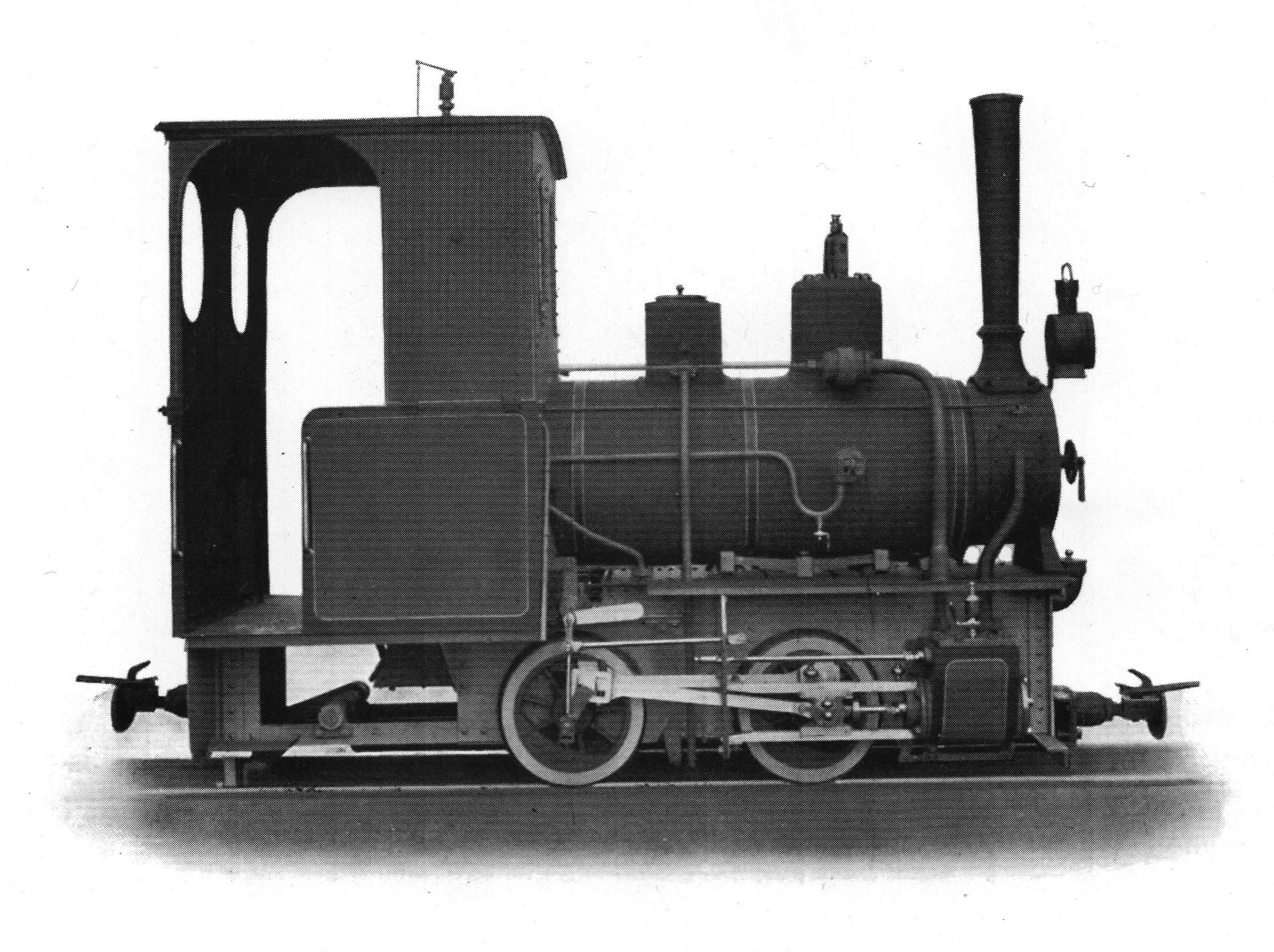
コッペル製の20HP形機関車

鉄道省が、改良工事用として1922年（大正11年）1月に日本車輌製造で2両（ケ110, ケ111。製造番号 52, 53）を製造した、車軸配置0-4-0(B)、公称6トン、飽和式2気筒単式のウェルタンク機関車である。本形式は、日本車輌製造が初めて鉄道省から受注した機関車として特筆される。
形態的には、オーレンシュタイン・ウント・コッペル製の20HP形機関車のデッドコピーともいうべきもので、日本車輌製造の第1号機関車（公称8トン）とは同系である。
竣工は1922年3月で、いずれも下関改良事務所に配置された。発注と竣工の間が短いのは、見込み生産分を購入したとも考えられる。廃車は1931年（昭和6年）9月であった。

## 主要諸元
- 全長：4,230mm
- 全高：2,648mm
- 軌間：762mm
- 車軸配置：0-4-0(B)
- 動輪直径：546mm
- 弁装置：マックス・オーレンシュタイン式
- シリンダー（直径×行程）：146mm×260mm
- ボイラー圧力：12.0kg/cm2
- 火格子面積：0.25m2
- 全伝熱面積：8.4m2
- 機関車運転整備重量：6.1t
- 機関車動輪上重量（運転整備時）：6.1t
- 機関車動輪軸重（各軸均等）：3.0t
- 水タンク容量：0.45m3
- 燃料積載量：0.30t
- 機関車性能
  - シリンダ引張力：1,040kg
- ブレーキ方式：手ブレーキ